# Wallenia fawcettii
Wallenia fawcettii är en viveväxtart som beskrevs av Carl Christian Mez. Wallenia fawcettii ingår i släktet Wallenia och familjen viveväxter. Inga underarter finns listade i Catalogue of Life.